# Людовик I (граф Сансера)
Людовик I де Сансер (фр. Louis Ier de Sancerre; ок. 1207 — 1267) — граф Сансера с 1217 года. Сын Гильома I.

## Биография
В возрасте 12 лет наследовал отцу, умершему в плену в Малой Азии.

## Исторические детали
В 1226 году Луи де Сансер присутствовал на Буржском совете.
В 1234 году его кузен и сюзерен граф Тибо IV Шампанский продал право получать оммаж Сансера (и Блуа) Людовику IX. Таким образом графы Сансера стали непосредственными вассалами короля.
В 1239-1241 участник Крестового похода баронов.
В 1254 году Луи де Сансер наложил на своего вассала Жоффруа де Вайли штраф в размере 4000 серебряных марок и земель, приносящих годовой доход в 500 ливров.
Ок. 1255 г. выменял у Гильома де Куртене баронию Шарантон в Берри, отдав взамен Ла Ферте-Лупьер. В Шарантоне чеканил свою монету (денье).

## Семья
Не позднее 1223 года женился на Бланш де Куртене, даме де Блено и де Маликорн — дочери Роберта, сеньора де Шампиньель. В 1240 году овдовел.В этом браке родилось трое детей:
- Жан I, граф де Сансер
- Роберт, сеньор де Менту-Салон
- Изабо, дама де Виньори.

Не позднее 1251 года женился вторым браком на Изабелле де Майен, дочери Жюэля III, сеньора де Майенн, вдове Дрё де Мелло, сеньора де Сен-Морис-Тезуаль.